# 불온
《불온》은 MBC에서 에 방영한 드라마 페스티벌 시즌 1의 두 번째 작품이며, 초고화질(UHD)로 촬영 · 제작되었다.
이 드라마는 MBC 수목 미니시리즈 《투윅스》와 《메디컬 탑팀》 사이에 일주일의 빈자리가 생기자 미리 이 단막극이 그 자리를 채우게 되었다.

## 등장 인물

### 주요 인물
- 강하늘 : 이준경 역 (아역 정윤석) - 서자 출신, 한성부 참군
- 양진우 : 이준우 역 (아역 정재민) - 준경의 이복형, 한성부 서윤
- 손병호 : 유광헌 역 - 서자 출신, 준경과 준우의 스승

### 그 외 인물
- 정진 : 유광헌네 청지기 역
- 최홍일 : 한성부 대감 역
- 정세형
- 이진목 : 준우네 노비 역
- 최대성 : 한성부 검시관 역
- 한은선
- 여운복 : 준경과 준우의 아버지 역
- 김기준
- 최현준
- 허정범
- 김용진
- 한도현
- 김철무
- 안장훈
- 김상일
- 인성호
- 김주용
- 이재남
- 박민하 : 죽은 여종의 동생 역
- 강승윤
- 이태우 : 허균 역

### 우정출연
- 진태현 : 창원군 이성 역 - 상감의 숙부
- 이상윤 : 성종

### 특별출연
- 서현진 : 준경의 어머니 역